# Daïra de Gdyel
La daïra de Gdyel est une daïra d'Algérie située dans la wilaya d'Oran et dont le chef-lieu est la ville éponyme de Gdyel.

## Localisation
La daïra de Gdyel est une circonscription située à l'est d'Oran, le long de la côte de la Méditerranée.

## Communes de la daïra
La daïra de Gdyel est constituée de trois communes :
- Gdyel
- Ben Freha
- Hassi Mefsoukh